# Diario di un fantasma
Diario di un fantasma (Phantom of the Mall: Eric's Revenge) è un film del 1989 diretto da Richard Friedman.
La pellicola è liberamente tratta dal romanzo di Gaston Leroux Il fantasma dell'Opera (1910).

## Trama
Per costruire un centro commerciale, alcune persone senza scrupolo danno fuoco alla casa di Eric. Eric rimane vivo, ma gravemente ustionato. Un anno dopo apre il centro commerciale e Eric vive sotto il centro commerciale.